# 서니데이 서비스
서니 데이 서비스(サニーデイ・サービス, Sunny Day Service)는 일본의 록 밴드이다. 1992년 보컬 겸 기타인 소카베 케이이치를 중심으로 결성됐으며, 1995년 음반 《와카모노타치》로 데뷔했다. 2000년에 해체했으나, 2008년에 재결성했다.

## 개요
서니 데이 서비스는 데뷔 초기에는 핫피엔도를 계승하는 일본 포크락의 적자로 여겨졌으나, 이후 플리퍼즈 기타. 오자켄의 등장에 의한 쇼와 후반의 젊은이들 사이의 댄스 컬쳐를 주도하는 밴드 중 하나로 여겨지기도 했다. 이 외에도 스톤 로지스, 비틀즈, 오아시스 등 맨체스터, 리버풀 사운드를 적극 도입하기도 하여, 가령 팬들 사이에서는 양악(洋楽)만 틀어주는 카페에서 유일하게 나오는 일본 국내 음악(邦楽)의 자리를 서니데이가 차지했다는 일화도 유명하다. 서니데이 서비스의 장르적 해석이 이처럼 분분한 이유는 청자가 어떤 앨범을 먼저 듣게 되었느냐가 중요한 요소로 작용하는데, 실제로 리더인 소카베 케이이치의 증언에 따르면 “각 앨범 마다 표현하고 싶은 레퍼런스가 달랐”고, 주변 스탭들의 증언에 의하면 소카베 케이이치는 항상 “새로운 장르와 문화 현상을 누구보다 빨리 흡수하는” 스타일이었다고 한다.
서니 데이 서비스는 록 적인 요소 이외에도 힙합, 일렉트로니카, 시티 팝 등 얼핏 보면 일관적이지 않을 요소들을 모두 앨범에 집어넣는 행보를 보여 주고 있는데, 실제로 소카베 케이이치는 유명한 레코드 매니아이자 장르에 구분되지 않는 폭넓은 리스너, 제작자이기도 하다. 따라서 현재의 서니데이를 이해하기 위해서는 일정한 시대구분 및 리더이자 작곡자인 소카베 케이이치의 지향점을 따라가는 것이 가장 용이할 것이다. 밴드의 전환기를 간단하게 나눈다면 데뷔 후 1, 2집 때까지는 밴드 정착기, 3,4,5집 때까지는 밴드로서 가장 안정감이 있던 시점, 6,7집 때는 작업 시의 멤버간의 밸런스 붕괴가 일어난 시기 및 해체 시기, 이후 8년의 시간을 거쳐 RISING SUN FESTIVAL이후의 재결성 시기로 나눌 수 있다.
재결성 이후 8, 9집을 발매하며 서니 데이 서비스가 가장 원활한 활동 가도에 오르던 시점, 드러머 마루야마 하루시게의 갑작스러운 이탈(건강 악화)로 밴드 자체가 위기를 맞이하게 된다. 본래 1년에 최소 1장 발매라는 템포를 유지하던 정규 앨범 발매가 이러한 악재들이 겹치면서 2년이라는 그들에게는 유래없는 정규 앨범 공백기를 거치게 된다.
그 후 발매된 앨범이 2016년의 정규 10집 DANCE TO YOU로, 자켓 일러스트는 오타키 에이이치의 일러스트 작업으로도 유명한 나가이 히로시(永井博). 이 앨범이 지향했던 점은 ‘팝적으로 압축되고 완성된’ 앨범이라고 소카베 스스로가 많은 인터뷰들에서 밝혔는데, 이 앨범은 발매 당시 디스크 유니온 차트에서 스피츠와 우타다 히카루를 누르고 한동안 1위를 차지할 정도로 화제가 되었다. 이 후 2017년 6월, 정규 11집 Popcorn ballads(2CD)를 사전 홍보 일체 없이 갑작스레 공개하여 아이튠즈 재팬 스트리밍 1위를 차지하였고(추후 CD 발매), 2018년 3월, 12집 the CITY(2LP)를 온라인으로 선공개, 4월에 레코드로만 제작되었다.
The CITY앨범 발매 이후 동년 봄 투어의 라이브 앨범 DANCE TO THE POPCONE CITY를 발매하였고, 스즈키 케이이치등 다수의 뮤지션이 참여한 THE CITY의 리믹스 앨범인 THE SEA를 온라인 선공개, 이후 아날로그로 제작 및 판매한다. (해당 앨범은 서니 데이 서비스의 단독 앨범이 아니기에 디스코그라피에는 추가하지 않았다). 또한 2018.11.21을 기점으로 서니 데이 서비스와 소카베 케이이치의 타 배급사의 저작인접권이 해제되어 전 앨범이 애플뮤직과 스포티파이 배포가 시작되었고, 소카베 케이이치가 직접 선곡 및 리마스터링한 SUNNY DAY SERVICE BEST 1995-2018(32곡 수록)이 스트리밍 한정으로 발매되었다.

## 멤버
- 소카베 케이이치（曽我部恵一, そかべ けいいち、1971년 8월 26일 - ） - 보컬, 기타 :가가와현 사카이데시 출신.릿쿄 대학 중퇴.
- 다나카 타카시（田中貴,たなか たかし、1971년- ） - 베이스. :에히메현 이마바리시출신.
- 마루야마 하루시게（丸山晴茂, まるやま はるしげ、1970년 11월 6일 - 2018년 5월） - 드럼, 퍼커션 :도쿄도 히가시무라야마시출신.츠루가오카 고등학교 졸업.[3][4] 2018년 식도정맥류 파열로 사망했다.[5]

탈퇴
- 카타야마 노리오（片山紀夫, かたやま のりお） - 퍼커션、리듬박스（결성 - 1995년）[6]
- 코다마 키요시（児玉清. こだま きよし） - 키보드（1993年 - 1995年）

서포트 멤버
- 타카노 이사오 (高野勲)（ex.Freedom Suit、benzo） - 키보드（1996年 - 2000年, 2008年 -현재 ）[7]
- 우사미 케이요우 (宇佐美慶洋) - 키보드（1996년）
- 아라이 히토시(新井仁)（ex.N.G.three、RON RON CLOU、northern bright） - 기타ー（1997년 - 1998년, 2008년 -현재 ）[8]
- 호시노 신이치(細野しんいち)（ex.Magoo Swim） - 키보드, 기타（1999年 - 2000年）
- 미하라 시게오(三原重夫) -퍼커션（1999년 - 2000년）
- 스즈키 마사토시(鈴木正敏)（하츠코이노 아라시, 初恋の嵐） - 드럼（2010年、2015年 - 2016年）[4]
- 오카야마 켄지(岡山健二)（전, andymori） - 드럼（2016年 -현재)[9]

## 주요 앨범
Demo
- sunny day service（1992년6월7일 녹음）
  - le nouveau monde（1992년가을 녹음）
  - SUNNY DAY SERVICE（녹음일 불명）

MIDI 시절 정규 앨범
- 《와카모노타치》 (젊은이들, 若者たち, 1995년)
- 《도쿄》 (東京, 1996년)
- 《아이토 와라이노 요루》 (사랑과 웃음의 밤, 愛と笑いの夜, 1997년)
- 《서니데이 서비스》 (サニーデイ・サービス, 1997년)
- 《24시》 ( 니쥬요지, 24時, 1998년)
- 《MUGEN》 (무한, 1999년)
- 《LOVE ALBUM》 (2000년)

ROSE Records 시절 정규 앨범(재결성 후)
- 《혼지츠와 세이텐나리》(오늘은 날씨맑음,	本日は晴天なり) 2010년4월21일
- 《Sunny》2014년10월21일
  - 《Birth of a Kiss》(Live) 2015년7월2일, 라이브 앨범.
- 《DANCE TO YOU》	2016년8월3일
  - 《DANCE TO YOU REMIX》 2017년1월15일
- 《Popcorn Ballads》2017년12월25일
- 《the CITY》	2018년3월14일

기타
- 《DANCE TO THE POPCONE CITY》(LIVE ALBUM, 2018.04.28)
- 《SUNNY DAY SERVICE BEST 1995-2018》(2018.11.21, ONLINE ONLY)

## 역사
- 서니데이 서비스의 활동 시기를 결성 및 인디즈 시절, 메이저 데뷔 및 해체 이전, 해체 기간, 재결성 후, (현)마루야마 하루시게 활동 휴지로 인한 2인 체제로 구분하였고, 이와 별도로 내한 공연 이력을 추가하였다.[10]

- 주요 앨범 발매 정보는 빠짐이 없고, 전국투어 등은 각 지명/클럽명이 아닌 투어 명칭으로 통합하였다.

- 1990년, 릿쿄 대학 재학 시절 소카베 케이이치와 카타야마 노리오가 포크록밴드「록큰롤 스타」를 결성.
- 1991년 록큰롤 스타에 다나카 타카시가 가입.
- 1992年 봄,「서니데이 서비스」결성. 명칭은 소카베가 당시 자주 듣던 영국 밴드「어나더 서니데이 Another Sunny Day）」에서 유래. 결성 초기에는 댄스 컬쳐와 록이 융합된 사운드를 지향했다.
- 1993년 N.G.THREE와의 스플릿 싱글「My everlasting happiness (N.G.THREE) ⁄ S.F.COLOUR IS BORN (SUNNY DAY SERVICE)」발매.
- 8월5일、UNDER FLOWER RECORDS산하 PUSHBIKE LABEL로부터「COSMO-SPORTS ep」발매
- 가을무렵 코다마 키요시 가입.
- 1994년 2월、시모키타자와 251에서 열린 라이브 이벤트에서, 만취한 소카베와 다나카가 이벤트의 주최자였던 MIDI 레코드의 디렉터 와타나베 후미타케(渡邊文武)와 시비가 붙다. 와타나베는 인디 옴니버스에서 서니데이의 이름은 알고 있던 상태였으나, 무슨 연유인지 그 날 그들을 마주쳤을 때 「근거없는 자신감」을 느껴 함께 하고 싶다고 생각했다고.[11]。
- 2월15일、UNDER FLOWER RECORDS산하GIANT ROBOT LABEL로부터 앨범『SUPER DISCO』발매

- 1994년 봄、MIDI와 계약.
- 7월21일、MIDI산하 RHYME로부터 미니 앨범『INTERSTELLAR OVERDRIVE EP』발매로 메이저 데뷔.
- 11월21일、미니 앨범『Cosmic hippie ep』발매（한정7인치 아날로그판11월21일발매).
- 겨울, 카타야마와 코다마 탈퇴.
- 1995년 당시 Electric Glass Balloon[12]（당시 MIDI소속）을 탈퇴한 마루야마 하루시게가 가입하여 최종 3인체제가 구성됨.
- 3월21일、1st 싱글「고키겐이카가?/마치에 데요우요 (기분은 어때?/거리로 나가자 ご機嫌いかが? ⁄ 街へ出ようよ)」발매。레코딩에는 소카베 케이이치만 참가
- 4월21일、1st앨범『와카모노타치)』 (젊은이들, 若者たち) 발매. 데뷔 당시 서니데이에 세간의 평은 가사적인 면에서는 마츠모토 타카시(松本隆)、음악적인 면으로는 After 플리퍼즈 기타였는데, 정작 소카베 자신은 재능적인 측면에서나 근본이 되는 정서에서 그들과 자신을 구분하고 있다. 가령 마츠모토의 가사가 ‘찻집에서의 눈부신 창가의 풍경’이라면 자신의 가사는 돈이 없어서 카페에 들어가지 못하고 그저 바라보기만 하는 청춘이였다고 한다.[13]
- 7월21일、2nd싱글「세이슌쿄우소우쿄쿠」(청춘광주곡,青春狂走曲) 발매.[14]
- 11월21일、3rd싱글「코이니 오치타라」)사랑에 빠진다면(恋におちたら) 발매.
- 1996년 2월21일、2nd앨범『도쿄』(동경, 東京)발매（한정 아날로그판[[8월31일]발매）
- 4월20일、비디오 클립 집『Teenage Flashback vol.1』발매.
- 4월24일、크라부 쿠와토로。(클럽 쿠와토로|渋谷CLUB QUATTRO) 공식 데뷔 라이브.
- 7월5일、4th싱글 「코꼬데 아이마쇼」(여기서 만납시다/ここで逢いましょう) 발매
- 10월、전국 투어“투어'96”개시（서포트 뮤지션：타카노 이사오(Key)、우사미 케이요우(Key)
- 10월25일、5th싱글「Summer Solder」(サマー・ソルジャー)발매.
- 1997년 1월15일、3rd앨범『아이토 와라이노 요루』(사랑과 웃음의 밤, 愛と笑いの夜) 발매.
- 2월12일、6th싱글「白い恋人」발매.
- 3월、투어 “TOUR DE JAPON”개시（サポート・ミュージシャン：高野勲(Key)、新井仁(G)
- 5월25일、7th싱글「코이비토노 헤야」(연인의 방, 恋人の部屋) 발매.（SONY 플레이 스테이션CM송, 테레비 아사히「MEW」테마송）
- 9월26일、8th싱글「NOW」발매（롯데 가나 밀크초콜릿 CM송）[15]
- 10월22일、4th앨범『서니데이 서비스)』(サニーデイ・サービス) 발매.（「baby blue」죠난 예비교CM송、「타비노 테쵸」(여행 수첩. 旅の手帖)JR시코쿠CM송. 서니데이의 3집과 4집은 오리콘 차트 10위 권 내에 진입, 각각 10만장 가량의 판매량을 기록했다. MIDI의 프로모션이 여타 메이저 레이블 만큼 대대적인 것이 아니었기 때문에 돌이켜보면 대단한 수치인데, 당시에는 워낙 많은 판매량을 자랑하는 음반들이 많았기 때문에 음악에 비해 어째서 안 팔리는 지에 대한 의문이 각 멤버들에게 있었다고 한다. 전국 투어도 가장 활발하게 할 무렵으로 거의 매일같이 지방을 이동하며 다니던 시기. 4집 “서니데이 서비스” 앨범의 첫 트랙 “Baby Blue”는 밴드로서의 절정을 실감했던 트랙으로, 드럼 베이스는 1층 부스에서, 보컬은 2층에서 원 테이크로 녹음한 후 중간의 피아노 솔로만 오버 더빙한 후 완성된 트랙. 드러머 마루야마는 이 트랙으로 서니데이는 이것이 끝일지도 모른다는 생각을, 소카베는 기적적으로 녹음된 트랙이라고 언급했다.[16]
- 10월、전국 투어 “서니데이 서비스 TOUR'97”개시. (서포트 뮤지션：타카노 이사오(Key)、아라이 히토시(G)).
- [1998년 [3월18일]]、비디오 클립 집『Teenage Flashback vol.2』발매.
- 5일27일、9th싱글「사요나라, 마치노 코이비토타찌」(안녕히! 거리의 연인들, さよなら! 街の恋人たち) 발매.
- 7월14일、5th앨범『니쥬요지(24시 /24時) 발매.
- 9월2일、10th싱글「쿄우오 이키요우」(오늘을 살자/今日を生きよう) 발매.
- 9월、전국 투어 “서니데이 서비스” TOUR'98”개시（서포트 뮤지션: 타카노 이사오(Key)、아라이 히토시(G)）
- 1999년8월18일、11th싱글「Slow rider」(スロウライダー)발매.（한정 12인치 아날로그판 동시발매).
- 9월22일、12th싱글 「유메미루요우나 쿠치비루니」(꿈 꾸는 듯한 입술에/夢見るようなくちびるに）발매.（한정 12인치 아날로그판10월1일발매）。
- 10월20일、6th앨범『MUGEN』(무한) 발매.（한정 아날로그반12월25일발매）
- 10월、전국 투어 “서니데이 서비스TOUR'99”개시（서포트 뮤지션: 타카노 이사오(Key)、호시노 신이치(Key,G)、미하라 시게오(Per)）.
- 2000년5월24일、13th싱글「요루노 메로디/코이와 모모이로」(사랑의 멜로디/사랑은 복숭아색 夜のメロディ ⁄ 恋は桃色)발매.（한정12인치 아날로그반 동시발매)[17]
- 7월26일、14th싱글「마호우」 (마법/魔法) 발매.（한정 12인치 아날로그판8일1일 발매
- 9월20일、7th앨범『LOVE ALBUM』발매（한정 2매 세트 아날로그판10월6일발매）。
- 10월6일、리믹스 앨범『PARTY LOVE ALBUM』발매（라이브 현장 한정판매, 한정 아날로그판 동시발매).
- 10월、전국 투어“LOVE ALBUM TOUR”개시（서포트 뮤지션: 타카노 이사오(Key)、호시노 신이치(Key,G)、미하라 시게오(Per)）.
- 12월6일、라이브 앨범『FUTURE KISS〜LIVE RECORDING AT 호요 유치원』발매（한정 10인치 아날로그판 동시발매）.
- 12월8일、해산 발표
- 12월14일、解散。전국투어의 마지막 일정인 12월14일、신주쿠 LIQUIDROOM에서의 공연이 마지막 공연이 되다. 서니데이가 밴드로서의 균형을 잃어가기 시작한 시점을 [MUGEN]앨범으로 보는 경우가 많다. 첫 번째 이유로는 리듬파트의 불균형으로, 소카베가 마루야마의 드러밍에 좀처럼 OK를 주지 않았다고. 실제로 마루야마 외의 서포트 드러머를 부르거나 리듬파트를 프로그래밍으로 대체한 경우가 많다. 이에 대한 마루야마의 선택은 “자신이 필요없다면 스튜디오에 출근하지 않는 것”이었다. 두 번째 이유로는 소카베의 독재 체제의 지속인데, 실제로 [LOVE ALBUM] 곡별로 스튜디오와 엔지니어가 달랐기 때문에 밴드로서의 공동 작업이 용이하지 않았고, 멤버들 사이도 냉랭해져서 대화 자체가 없었던 시점이라고. 그럼에도 불구하고 소카베 이외의 멤버들은 해산을 입에 담지 않았으나, 투어에서 돌아오는 날 소카베가 갑작스럽게 “해산하자”는 발언을 한 후 해산을 향한 움직임이 정신없이 진행되었다고 한다.

각 멤버들의 행보를 추적해 보면, 먼저 소카베 케이이치는 해체 이전부터 조금씩 진행해오던 솔로 활동을 확대, 첫 번째 솔로 싱글 기타( ギター）를 피치카토 파이브멤버이자 작사가인 고니시 야스하루의 레이블을 통해 발매하게 된다. 이후 자체 레이블 ROSE RECORDS를 설립하여 정력적인 창작활동에 임하게 되는데, 소카베 케이이치 솔로, 소카베 케이이치 밴드, 그리고 본인이 픽업한 인디 뮤지션들의 음반을 제작하여 현재까지 발매해오고 있다. 소카베의 창작 페이스는 일본 내 뮤지션들도 혀를 내두르는데, 가령 한 해에 솔로 정규 앨범과 밴드 정규앨범이 같이 나오거나, 한 해에 3장의 정규 앨범을 발매한 경우도 있다.
베이시스트 다나카 타카시의 경우 해체 후의 잠시 동안의 공백 이후 밴드 ScoobieDo의 매니저가 된다. 본인의 말에 따르면 서니데이 해체 후 다른 일을 찾지 않던 중에 조금씩 해당 밴드의 일을 도와주게 되면서 점차 매니저로서의 활동 영역이 넓어졌다고. 그 후 간혹 동료 인디 뮤지션들의 베이스세션으로도 활동, 소카베와는 재결성 이전에도 가끔씩 페스티벌이나 업계에서 마주치게 된다.
드러머 마루야마 하루시게의 경우 서니데이 해체 이후에는 일체의 음악 활동을 중단하게 된다. 해체 후 2~3년은 백수 기간, 이후 모 음향 업체에서 렌탈 음향 기기를 다루거나 케이블을 정리하는 일, 혹은 짐을 나르는 아르바이트를 했다고 한다. 실제로 소카베와 타나카는 어느 정도 교류를 유지했으나 마루야마의 경우는 음악계에서 완전히 잠적한 케이스.
재결성의 구체적인 계기가 된 것은 2008년 여름의 Rising Sun Rock Festival에서 서니데이 서비스의 재결합 라이브 요청이 왔기 때문. 소카베와 다나카는 “마루야마가 살아있으면 하자” 라고 반농담으로 이야기하며 마루야마에게 연락, 8년 동안 단 한번도 스틱을 잡지 않았던 마루야마가 아무렇지도 않게 합류하면서 재결성되었다.
- 2008년7월25일、재결성 발표[19]。RISING SUN ROCK FESTIVAL에서의 재결성 라이브 결정.
- 12월3일、DVD『TEENAGE FLASHBACK 1995-2000』발매.
- 2009年10월、신보 레코딩 준비 개시.[20]。
- 2010년4월21일、만 9년 만의 8th앨범 앨범『혼지츠와 세이텐나리』(오늘은 날씨맑음/本日は晴天なり) 발매（한정 아날로그판 발매）.인스토어 라이브 개최 in 타워레코드 신주쿠 점 7층 이벤트 스페이스.
- 5월17일、드러머 마루야마의 건강 악화로 밴드 활동 휴지 발표.[21]
- 8월19일、인스토어 라이브 HMV시부야 “HMV시부야 오츠카레 Summer Festival” 출연[22][23]。급성 췌장염으로 장기입원했던 마루야마가 퇴원 및 참여. 이후 9월 3일부터 이루어질 전국 투어 “서니데이 서비스 TOUR 2010”로부터 완전복귀함이 공식사이트에서 발표되었다.
- 9월、전국 투어 “서니데이 서비스TOUR 2010”개시（서포트 뮤지션：타카노 이사오(Key)、아라이 히토시(G)）。
- 2012년3월24일、한국 공중캠프×일본cafeSTAND presents“STANDARD CAMP 이틑날 SUNNY DAY SERVICE〜”출연[24]
- 8월8일,15th싱글「나츠와 잇떼 시맛따」(여름은 지나가 버렸다/夏は行ってしまった) 발매.（아날로그판 7인치 + CD）. 온라인 숍 외, 라이브 현장에서도 한정판매.
- 9월26일、16th싱글 「One Day 」발매（아날로그판 7인치+CD）。온라인 숍 한정판매.
- 11월22일、16th싱글「One Day」재판 발매.
- 11월~12월 23일、“서니데이 서비스 겨울 콘서트2012”개시.
- 2013년6월26일、베스트 앨범『서니데이 서비스 BEST 1995-2000』발매.
- 2014년8월15일、17th싱글「아비-로-도 곡꼬」(애비로드 놀이/アビーロードごっこ) 발매（아날로그반 7인치+CD）. 온라인숍 한정 판매.
- 10월21일、9th앨범『Sunny 』발매. （한정 아날로그반 발매）.
- 2015년2월24일、데뷔 20주년 기념 아날로그LP 발매 프로젝트 결정. 바이닐 제작이 되어 있지 않았던 1,3,4,5집을 순차적으로 발매할 것을 발표.[25]。
- 5월、“SUNNY DAY SERVICE Asia tour Live”개시[26]。
- 7월11일、한국 공중캠프 내한 공연[27]
- 7월17일、라이브 앨범『Birth of a Kiss』발매.
- 9월12일、“AOMORI ROCK FESTIVAL'15〜나츠노 마모노(여름의 마물/夏の魔物)〜” 출연,서포트 뮤지션：스즈키 마사토시(鈴木正敏（하츠코이노 아라시）[28]
- 11월、재결성 후 최초 전국 홀투어“서니데이 서비스 TOUR 2015”개시. 마루야마의 건강이 회복되지 않은 상태로 서포트 드러머 스즈키 마사토시가 참가.[29]。

드러머 마루야마의 건강 문제는 이미 오래전부터 지속되어 왔는데, 가장 큰 이유는 우울증과 알콜 중독이다. 해체 이전부터 지속적인 알콜 중독이었던 그는 재결성 후에도 녹음중 쓰러지거나 6개월 정도의 장기요양을 지낸 바가 있다.14년도까지는 아슬아슬하게 활동을 지속해 왔으나,마루야마의 상태가 급격히 나빠지기 시작한 것은 2015년 아시아 투어(홍콩, 대만, 한국) 때부터이며, 아시아 투어 종료 후 약 2개월 이후부터 공연장에서 모습을 볼 수 없게 된다. 이후 2017년에 발매된 서니데이 서비스의 인터뷰 집에서 마루야마 자신의 입으로 알콜 중독 및 정신과 통원, 우울증으로 인한 투신 사건으로 인해 장기 입원했던 사실이 밝혀졌다. 다른 멤버들은 이미 오래전부터 마루야마의 상태를 알고 있었고, 임시로 2인 체제 및 서포트 드러머 체제로 활동해 왔던 적이 있지만 이렇게 오랫동안 그가 복귀하지 못한 시기도 없었다.
시작은 본의아닌 2인 체제였으나,그 후 발매한 10집 DANCE TO YOU는 밴드 형태라는 틀에 팝적인 멜로디를 결합시켜 밴드라는 틀에서의 서니데이의 완성형으로 여겨졌고,11집 Popcorn Ballads부터는 밴드라는 틀에 얽메이지 않는 소카베의 다양한 작법이 선보이게 된다. 특히 11집의 경우 기습적인 당일 발매 공지 ,스트리밍 한정, 2CD 분량의 곡수로도 화제가 되었는데, 10집 이후 채 1년이 지나지 않은 시기이기도 하여 소카베의 창작력과 속도 또한 큰 화제가 되었다. 라이브의 경우 5인 체제와 3인 체제를 번갈아 활용하여 투어, 페스티벌을 이어왔는데, 2018년 3월에는 12집 The City를 발매(온라인과 바이닐 발매)을 발매하는 등 정력적인 행보를 이어오고 있다. 2018년 7월 내한 예정.
- 2016년1월15일、18th싱글「이치고바타께데 츠카마에테(딸기밭에서 붙잡고/苺畑でつかまえて)」발매.（아날로그반 7인치+CD）
- 2월9일、공식 사이트를 통해 마루야마의 건강 악화 지속으로 인한 서니데이 서비스의 활동 이탈 및 이후 서포트 드러머로 스즈키 마사토시를 맞이하는 것이 발표됨.[4]。
- 5월18일、발매 20주년 기념 도쿄 (동경,/東京) 리마스터링 CD와 한정LP, BOX세트 『「東京」 20th anniversary BOX』를 발매.[30]。
- 8월3일、10th 앨범 『DANCE TO YOU』발매（한정 아날로그판・카세트 테이프）.
- 10월8일、『DANCE TO YOU』の인스트루멘탈 버전을 전곡 수록한 카세트 테이프 『투명 DANCE TO YOU』를 t;CASSETTE STORE DAY 2016에서 한정 타이틀로 발매[31]。
- 10월 - 11월、전국투어“서니데이 서비스TOUR 2016”개시. CD+ 잡지 + 부록의 『선물용 DANCE TO YOU』를 투어 현장 한정으로 발매.[32]。
- 2017년 3월 15일 『사쿠라 Super love』(桜 super love) 발매. (비정규앨범_
- 2017년 6월 2일, 11th Popcorn Ballads 온라인 발매. 추후 12월 25일 피지컬 앨범으로 발매
- 12월 13일, 싱글 『크리스마스-white falcon & blue christmas -remixed by 고니시 야스하루』(クリスマス -white falcon & blue christmas- remixed by 小西康陽) 발매.
- 2018년3월14일, 12th 『the CITY』 온라인 발매. 2LP 4월 25일 발매.
- 2018년6월13일, 싱글 『FUCK YOU 온토』 (FUCK YOU 선창/FUCK YOU音頭) 발매.

## 내한공연
공중캠프(空中キャンプ) 공연
- 2012년 3월 23일, 24일 양일 공연(23일 소카베 케이이치, 24일 Sunny day service)[33]
- 2015년 7월 10일, 11일 양일 공연(양일 모두 Sunny day service)[34]
- 2018년 7월 21일, 22일 양일 공연[35]

## 관련서적
- 세이슌쿄소쿄쿠 (청춘광주곡/青春狂走曲)（Stand Book,2017년8월30일） ISBN 4-909048-01-4
- 유리이카 (유레카/ユリイカ) 2018년1월호 특집＝서니데이 서비스( 청토사/青土社、2017년12월27일） ISBN 4-7917-0343-X

## 한국 관련 에피소드
- 서니 데이 서비스는 위의 내한 공연 이외에도 약 20년 전 사적으로 한국에 방문한 적이 있는데, 드러머 마루야마의 증언에 따르면 당시 서울에서 레코드샵 방문 이외에는 딱히 할 것이 없어서 멤버들끼리 거리에 있는 인감 도장 가게에 들어갔다고. 그 도장이 5집 니쥬요지 앨범 자켓의 맨 뒷장에 찍혀 있는데, 소카베와 다나카의 도장에는 별 문제가 없던 반면, 마루야마의 경우 하루시게(晴茂)의 하루(晴)의 부수가 반대로 찍혀 있다. 도장 제작 시의 실수였는데 본인은 쓰기 싫었으나 앨범에 써야 한다고 찍어서 맘에 들지 않았다고.
- 다나카 타카시의 경우 일본에서도 유명한 라면 매니아로 일본에서 단행본 출간 및 잡지에 기고할 정도인데, 내한 공연 때마다 항상 뒷풀이 마지막까지 남아서 스텝들과 가장 잘 어울리며 면에 대한 지론을 펼치기에 스탭들로부터 '면 박사'라는 호칭을 얻고 있다.
- 서니데이 서비스가 내한할 때는 꼭 평양냉면집과 레코드샵을 방문한다.
- 소카베 케이이치는 유명한 헤비 리스너인만큼 한국 인디 음악에 대한 관심도 지대한데, 도쿄 라디오에 출현했을 당시 위댄스(Wedance)의 음악을 소개하고 틀었을 정도로 그들의 음악을 좋아한다.